# Série 91 a 98 da CP
A Série 91 a 98 foi um tipo de locomotiva a tracção a vapor, utilizada pela Companhia Real dos Caminhos de Ferro Portugueses.

## História
Durante a segunda metade do século XIX, a Companhia Real dos Caminhos de Ferro Portugueses procurou acompanhar a evolução técnica das locomotivas, através de acordos com outras empresas no estrangeiro. Assim, em 1889 chegaram a Portugal as primeiras locomotivas do tipo Compound, fabricadas pela casa inglesa Beyer, Peacock and Company. No entanto, o seu uso não se impôs, mas mesmo assim a Companhia Real encomendou mais oito locomotivas à Beyer, Peacock and Company, que foram construídas em 1891, e que formaram a Série 91 a 98.

## Descrição
Esta série era formada por oito locomotivas a vapor, numeradas de 91 a 98. Estiveram entre as locomotivas com as maiores rodas conjugadas em Portugal, com um diâmetro de 2000 mm, tendo sido apenas ultrapassadas pela D. Luiz, que tinha rodas de 2133 mm.

## Ficha técnica
- Tipo de tracção: Vapor[1]
- Bitola: Ibérica[2]
- Fabricante: Beyer, Peacock and Company[1]
- Construção: 1891[2]